# Čegdomyn
Čegdomyn (in russo Чегдомын?) è un insediamento di tipo urbano della Russia, situato nel Territorio di Chabarovsk. È il centro amministrativo del distretto Verchnebureinskij.
La località si trova lungo l'affluente sinistro dell'Urgal, il fiume Čegdomyn, nel bacino della Bureja, 630 km a nord-ovest di Chabarovsk e 300 km a ovest di Komsomol'sk-na-Amure.